# Ангиотензинпревращающий фермент 2
Ангиотензинпревращающий фермент 2 (АПФ2, ACE2; КФ:3.4.17.23) — мембранный белок, экзопептидаза, катализирующая превращение ангиотензина I в ангиотензин 1-9 и ангиотензина II в ангиотензин 1-7.
АПФ2 человека является рецептором и точкой входа в клетку некоторых коронавирусов.

## Структура
Ангиотензинпревращающий фермент 2 представляет собой цинксодержащий металлофермент. Он состоит из 805 аминокислот, молекулярная масса 92,5 кДа. Содержит 7 участков N-гликозилирования. Секретируемая форма образуется за счёт протеолитического расщепления протеазой ADAM17, а также сериновыми протеазами TMPRSS2, TMPRSS11D и HPN/TMPRSS1.

## Каталитическая активность
АПФ2 катализирует следующую реакцию:
- ангиотензин II + H2O = ангиотензин (1-7) + L-фенилаланин

## Тканевая экспрессия
АПФ2 экспрессируется в большинстве тканей. Главным образом белок находится на мембранах пневмоцитов II типа, энтероцитов тонкого кишечника, эндотелиальных клеток артерий и вен, а также гладкомышечных клеток в большинстве органов. Кроме этого, мРНК для АПФ2 обнаружена в клетках коры головного мозга, полосатого тела, гипоталамуса и ствола головного мозга. Наличие АПФ2 на нейронах головного мозга и глии делает эти клетки чувствительными к инфицированию вирусом SARS-CoV-2, что может приводить к потере обоняния и развитию неврологического дефицита, наблюдаемых при заболевании COVID-19. Потеря обоняния и потеря вкуса наблюдается у многих больных COVID-19 и рассматривается как особенность симптоматики заболевания. Академия отоларингологии США считает эти нарушения важными симптомами COVID-19.

## Функции
АПФ2 — карбоксипептидаза, конвертирующая ангиотензин I в ангиотензин 1-9, нонапептид с неизвестной функцией, и ангиотензин II в ангиотензин 1-7, обладающий вазодилаторной активностью. С высокой эффективностью может гидролизовать апелин-13 и динорфин-13. За счёт конвертации ангиотензина II может играть важную роль в сердечной функции. Участвует в транспорте аминокислот, взаимодействуя с транспортёром SL6A19 в кишечнике и регулируя его перенос, экспрессию на поверхности клеток и его каталитическую активность.

## В патологии
Обнаружено, что АПФ2 имеет сродство к S-гликопротеинам некоторых коронавирусов, включая вирусы SARS-CoV и SARS-CoV-2, и является, таким образом, точкой проникновения вируса в клетку. Более того предполагается, что инфекция SARS-CoV-2 может, подавляя АПФ2, приводить к токсическому избыточному накоплению ангиотензина II и брадикинина, что вызывает острый респираторный дистресс-синдром, отёк лёгких и миокардит.

### Механизм теченияCOVID-19
Группа учёных при изучении механизмов течения коронавирусного заболевания обратила внимание на работу гормональной системы регулирования кровяного давления (РААС). Поскольку коронавирус прикрепляется к ангиотензин-рецептору на поверхности клетки и увеличивает синтез АПФ2, попадая с помощью этой молекулы в клетку, это вызывает значительное увеличение концентрации брадикинина (брадикининовый шторм) и критические осложнения, особенно у пациентов с гипертонией, принимающих препараты с брадикинином для регулирования кровяного давления:
1. неадекватное расширение сосудов = слабость, утомляемость, нарушения ритма сердца;
2. увеличение проницаемости сосудов, что приводит к росту миграции иммунных клеток и усилению воспаления, а также риску отёков[27];
3. усиление синтеза гиалуроновой кислоты (в том числе, в легких), которая вместе с тканевой жидкостью образует гидрогель в просвете альвеол, вызывая проблемы с дыханием и обусловливая неэффективность ИВЛ;
4. потенциальное увеличение концентрации тканевого активатора плазминогена, с ростом риска кровотечений;
5. потенциальное повышение проницаемости гематоэнцефалического барьера, вызывающее неврологическую симптоматику.

В исследовании отмечается, что побочными эффектами ИАПФ являются потеря обоняния, сухой кашель и утомляемость, отмечаемые при коронавирусной инфекции.
Академик В.В. Зверев с коллегами (П.О. Шатунова, А.С. Быков, О.А. Свитич), проанализировав межмолекулярные взаимодействия, установили что SARS-CoV-2 более вирулентен вследствие снижения свободной энергии при связывании с АПФ2 (АСЕ2), транспортирующим вирус в клетку-хозяина. Детальное изучение этого фермента, который является рецептором на поверхности различных тканей организма человека и в норме отвечает за превращение ангиотензина II в ангиотензин (1–7), привело учёных к выводу о том, что  перспективным терапевтическим направлением при коронавирусной инфекции может оказаться влияние на ренин-ангиотензиновую систему. Дело в том, что рецептор АПФ2  — нетканеспецифичный: он широко распространен в сердце, почках, тонкой кишке, яичках, щитовидной железе, жировой ткани. Он не только регулирует давление, но также подавляет воспаление, преимущественно в лёгочной ткани, участвует в транспорте аминокислот и поддерживает жизнедеятельность микробиома кишечника. Учёные получили предварительные данные об эффективности применения ингибиторов и  блокаторов АПФ2  для лечения пациентов с коронавирусной инфекцией.
Учёные подчёркивают, что смертность от COVID-19 повышается в группах пожилых людей (старше 70 лет) и лиц с хроническими заболеваниями (гипертензией, сахарным диабетом, сердечно-сосудистыми нарушениями), принимающих лекарства, ингибирующие  рецепторы АПФ. Поскольку АПФ2, расположенный на альвеолярных эпителиальных клетках, служит котранспортером для SARS-CoV-2 в клетки лёгких человека, изучение этого рецептора является ключом для понимания механизма развития COVID-19.

### АПФ, вакцины и лечение ковида
Академик В.В. Зверев, разъясняя механизм действия вакцин от коронавируса и говоря, что они, по идее, должны помогать от всех штаммов, обратил внимание на риск блокирования АПФ2 в результате образования стимулированных вакциной антител на тот участок вируса, который связывается с рецептором АПФ2, поскольку эти же антитела могут взаимодействовать и с этим самым человеческим белком. «А этот рецептор вовсе не для вируса. Он существует для очень важного фермента клеточного, который участвует в нормализации давления», — подчеркнул академик. Он также отметил, что у детей рецепторов АПФ2 очень мало, поэтому они практически не болеют и их вообще не надо вакцинировать: «Таких детей, которые умирают, вообще нельзя вакцинировать ничем и ни от чего. Это дети с тяжелой „хроникой“, с нарушенным здоровьем. Таких детей надо беречь и лечить правильно».
Группа учёных под руководством академика Зверева изучала роль АПФ2 в ряде патологических и физиологических состояний и установила, что дефицит этого белка способен вызвать тяжелые заболевания органов дыхания и острые патологические респираторные состояния, причём не только при коронавирусной инфекции. Наличие AПФ2 в яичках и тестикулярных сосудах объясняет большую восприимчивость мужчин к COVID-19. Рост риска смертности для мужчин по сравнению с женщинами и для пожилых людей относительно  молодых связан с возрастными и функциональными особенностями механизмов врожденного и адаптивного иммунитета и способностью SARS-CoV-2 вызывать цитокиновый шторм и иммунопатологические нарушения у пациентов с коронавирусной инфекцией. 
Напротив, у лабораторных мышей при массивном отёке легких, гипоксии, гиалинозе и воспалительных клеточных инфильтратов, при введении рекомбинантного АПФ2 лёгочная ткань восстанавливалась. АПФ2 также положительно влияет на нереспираторные органы: повышает сократительную способность сердца, предотвращает почечные воспаления, участвует во всасывании аминокислот через тонкий кишечник, регулируя секрецию антимикробных пептидов, влияющих на состав кишечного микробиома. Концентрация AПФ2 может увеличиваться после ишемического инсульта, что является компенсаторной реакцией по устранению избытка Ang1-7.

## Рекомбинантный АПФ2
Создан человеческий рекомбинантный растворимый ангиотензинпревращающий фермент 2 (hrsACE2), который под названием APN01 уже проходит вторую фазу клинических испытаний на способность лечить от пневмонии, вызванной коронавирусом SARS-CoV-2. Предполагается что APN01, имитируя человеческий АПФ2, позволяет двояко противодействовать болезни. Во-первых, вирус связывается с растворимым АПФ2 / APN01 вместо АПФ2 на клеточной поверхности, что означает, что вирус больше не может заразить клетки. Во-вторых, APN01, действуя как АПФ2, уменьшает вредные воспалительные реакции в лёгких и других органах и защищает их от повреждения